# MSV Duisburg
Meidericher Spielverein 02 e. V. Duisburg, hay đơn giản MSV Duisburg (phát âm tiếng Đức: [ʔɛm ʔɛs faʊ ˈdyːsbʊɐ̯k]), là một câu lạc bộ bóng đá Đức đến từ Duisburg, Bắc Rhine-Westphalia. Có biệt danh Die Zebras do trang phục dạng sọc, câu lạc bộ là một trong những thành viên đầu tiên của Bundesliga khi được thành lập năm 1963, nhưng hiện tại đang thi đấu ở hạng tư của bóng đá Đức.

## Các mùa giải gần đây
| Mùa giải  | Hạng đấu           | Cấp độ | Thứ hạng  |
| 1963-64   | 1. Bundesliga      | I      | thứ 2     |
| 1964-65   | 1. Bundesliga      | I      | thứ 7     |
| 1965-66   | 1. Bundesliga      | I      | thứ 8     |
| 1966-67   | 1. Bundesliga      | I      | thứ 11    |
| 1967-68   | 1. Bundesliga      | I      | thứ 7     |
| 1968-69   | 1. Bundesliga      | I      | thứ 12    |
| 1969-70   | 1. Bundesliga      | I      | thứ 15    |
| 1970-71   | 1. Bundesliga      | I      | thứ 7     |
| 1971-72   | 1. Bundesliga      | I      | thứ 14    |
| 1972-73   | 1. Bundesliga      | I      | thứ 10    |
| 1973-74   | 1. Bundesliga      | I      | thứ 15    |
| 1974-75   | 1. Bundesliga      | I      | thứ 14    |
| 1975-76   | 1. Bundesliga      | I      | thứ 10    |
| 1976-77   | 1. Bundesliga      | I      | thứ 9     |
| 1977-78   | 1. Bundesliga      | I      | thứ 6     |
| 1978-79   | 1. Bundesliga      | I      | thứ 13    |
| 1979-80   | 1. Bundesliga      | I      | thứ 14    |
| 1980-81   | 1. Bundesliga      | I      | thứ 12    |
| 1981-82   | 1. Bundesliga      | I      | thứ 18 ↓  |
| 1982-83   | 2. Bundesliga      | II     | thứ 11    |
| 1983-84   | 2. Bundesliga      | II     | thứ 3     |
| 1984-85   | 2. Bundesliga      | II     | thứ 13    |
| 1985-86   | 2. Bundesliga      | II     | thứ 20 ↓  |
| 1986-87   | Oberliga Nordrhein | III    | thứ 2     |
| 1987-88   | Oberliga Nordrhein | III    | thứ 1     |
| 1988-89   | Oberliga Nordrhein | III    | thứ 1 ↑   |
| 1989-90   | 2. Bundesliga      | II     | thứ 10    |
| 1990-91   | 2. Bundesliga      | II     | thứ 2 ↑   |
| 1991-92   | 1. Bundesliga      | I      | thứ 19 ↓  |
| 1992-93   | 2. Bundesliga      | II     | thứ 2 ↑   |
| 1993-94   | 1. Bundesliga      | I      | thứ 9     |
| 1994-95   | 1. Bundesliga      | I      | thứ 17 ↓  |
| 1995-96   | 2. Bundesliga      | II     | thứ 3 ↑   |
| 1996-97   | 1. Bundesliga      | I      | thứ 9     |
| 1997-98   | 1. Bundesliga      | I      | thứ 8     |
| 1998-99   | 1. Bundesliga      | I      | thứ 8     |
| 1999-2000 | Bundesliga         | I      | thứ 18 ↓  |
| 2000-01   | 2. Bundesliga      | II     | thứ 11    |
| 2001-02   | 2. Bundesliga      | II     | thứ 11    |
| 2002-03   | 2. Bundesliga      | II     | thứ 8     |
| 2003-04   | 2. Bundesliga      | II     | thứ 7     |
| 2004-05   | 2. Bundesliga      | II     | thứ 2 ↑   |
| 2005-06   | Bundesliga         | I      | thứ 18 ↓  |
| 2006-07   | 2. Bundesliga      | II     | thứ 3 ↑   |
| 2007-08   | Bundesliga         | I      | thứ 18 ↓  |
| 2008-09   | 2. Bundesliga      | II     | thứ 6     |
| 2009-10   | 2. Bundesliga      | II     | thứ 6     |
| 2010-11   | 2. Bundesliga      | II     | thứ 8     |
| 2011-12   | 2. Bundesliga      | II     | thứ 10    |
| 2012-13   | 2. Bundesliga      | II     | thứ 11 ↓↓ |
| 2013-14   | 3. Liga            | III    | thứ 7     |
| 2014-15   | 3. Liga            | III    | thứ 2 ↑   |
| 2015-16   | 2. Bundesliga      | II     | thứ 16 ↓  |
| 2016-17   | 3. Liga            | III    | thứ 1 ↑   |
| 2017-18   | 2. Bundesliga      | II     | thứ 7     |
| 2018-19   | 2. Bundesliga      | II     | thứ 18 ↓  |
| 2019-20   | 3. Liga            | III    | thứ 5     |
| 2020-21   | 3. Liga            | III    |           |

Từ khóa
| ↑ Thăng hạng | ↓ Xuống hạng |

## Danh hiệu
Giải quốc nội
- Bundesliga
  - Á quân: 1963-64
- 3. Liga (III)
  - Vô địch: 2016-17
- 2. Oberliga West (II)
  - Vô địch: 1951
- Oberliga Nordrhein (III)
  - Vô địch: 1987-88, 1988-89

Cúp
- DFB-Pokal
  - Chung kết: 1965-66, 1974-75, 1997-98, 2010-11
- Lower Rhine Cup (Dưới hạng III)
  - Vô địch: 2013-14, 2016-17

Đội nghiệp dư/Đội trẻ
- German amateur championship
  - Vô địch: 1986-87
- German Under 19 championship
  - Vô địch: 1971-72, 1976-77, 1977-78

## Cầu thủ

### Đội hình hiện tại
Tính đến 18 tháng 8 năm 2020
Ghi chú: Quốc kỳ chỉ đội tuyển quốc gia được xác định rõ trong điều lệ tư cách FIFA. Các cầu thủ có thể giữ hơn một quốc tịch ngoài FIFA.
| Số | VT | Quốc gia   | Cầu thủ                                 |
| -- | -- | ---------- | --------------------------------------- |
| 1  | TM | Đức        | Leo Weinkauf (on loan from Hannover 96) |
| 2  | HV | Đức        | Maximilian Sauer                        |
| 4  | HV | Đức        | Dominik Schmidt                         |
| 4  | HV | Đức        | Dominic Volkmer                         |
| 5  | TV | Montenegro | Mirnes Pepić                            |
| 6  | TV | Đức        | Connor Krempicki                        |
| 7  | TV | Đức        | Lukas Scepanik                          |
| 8  | TV | România    | Darius Ghindovean                       |
| 9  | TV | Đức        | Ahmet Engin                             |
| 10 | TV | Đức        | Moritz Stoppelkamp (Đội trưởng)         |
| 11 | TV | Đức        | Arnold Budimbu                          |
| 17 | HV | Đức        | Arne Sicker                             |

| Số | VT | Quốc gia | Cầu thủ                   |
| -- | -- | -------- | ------------------------- |
| 19 | TĐ | Đức      | Sinan Karweina            |
| 20 | TĐ | Đức      | Leroy-Jacques Mickels     |
| 21 | TV | Đức      | Maximilian Jansen         |
| 22 | TM | Đức      | Jonas Brendieck           |
| 23 | HV | Đức      | Joshua Bitter             |
| 24 | TĐ | Hà Lan   | Vincent Vermeij (Đội phó) |
| 25 | TĐ | Croatia  | Petar Slišković           |
| 26 | HV | Đức      | Vincent Gembalies         |
| 27 | HV | Đức      | Niko Bretschneider        |
| 30 | TM | Thụy Sĩ  | Steven Deana              |
| 35 | TĐ | Đức      | Cem Sabanci               |

## Lịch sử huấn luyện viên
| - Hermann Lindemann (1955-1957) - Rudi Gutendorf (1963-1965) - Wilhelm Schmidt (1965) - Hermann Eppenhoff (1965-1967) - Gyula Lóránt (1967-1968) - Robert Gebhardt (1968-1970) - Rudolf Fassnacht (1970-1973) - Willibert Kremer (1973-1976) - Rolf Schafstall (1976) - Otto Knefler (1976-1977) - Carl-Heinz Rühl (1977-1978) - Rolf Schafstall (1978-1979) - Heinz Höher (1979-1980) - Friedhelm Wenzlaff (1980-1981) - Kuno Klötzer (1981-1982) - Siegfried Melzig (1982-1983) | - Luis Zacharias (1983-1985) - Günter Preuß (1985) - Helmut Witte (1985-1986) - Friedhelm Vos (1986) - Detlef Pirsig (1986-1989) - Willibert Kremer (1989-1992) - Uwe Reinders (1992-1993) - Ewald Lienen (1993-1994) - Hans Bongartz (1994-1996) - Friedhelm Funkel (1996-2000) - Josef Eichkorn (2000) - Wolfgang Frank (2000) - Josef Eichkorn (2000-2001) - Pierre Littbarski (2001-2002) - Bernard Dietz (2002-2003, tạm quyền) - Norbert Meier (2003-2005) | - Heiko Scholz (2005, tạm quyền) - Jürgen Kohler (2006) - Heiko Scholz (2006, tạm quyền) - Rudi Bommer (2006-2008) - Heiko Scholz (2008, tạm quyền) - Peter Neururer (2008-2009) - Uwe Speidel (2009, tạm quyền) - Milan Šašić (2009-2011) - Oliver Reck (2011-2012) - Ivica Grlić (2012, tạm quyền) - Kosta Runjaić (2012-2013) - Karsten Baumann (2013-2014) - Gino Lettieri (2014-2015) - Iliya Gruev (2015-2018) - Torsten Lieberknecht (2018-) |

## Văn hóa đại chúng
Tatort, một loạt phim tội phạm nổi tiếng ở Đức, có một tập mang tên Zweierlei Blut (Blood of Two Kinds) giải quyết một vụ giết người ở hiện trường hooligan của MSV Duisburg. Trong một phân cảnh, điều tra viên Horst Schimanski bị đánh tơi tả và bị kéo trần truồng vào vòng tròn trung tâm của Wedaustadion.